# Laure Manaudou
Laure Manaudou (Villeurbanne, 9 ottobre 1986) è un'ex nuotatrice francese.

## Biografia
Figlia della giocatrice di badminton d'origine olandese Olga Schippers, iniziò a praticare nuoto a 5 anni. Ha un fratello nuotatore, Florent Manaudou, ed è stata allenata per un breve periodo dal fratello maggiore Nicolas. Ha una figlia, Manon, avuta dal compagno Frédérick Bousquet il 2 aprile 2010. Il 12 maggio 2018 sposa il cantante Jeremy Frerot, con cui ha avuto due figli.

## Carriera
La sua parabola ascendente iniziò agli Europei del 2004 a Madrid, dove conquistò tre medaglie d'oro (100 dorso, 400 stile libero e staffetta 4x100 misti). Pochi mesi dopo, alla XXVIII Olimpiade di Atene, vinse tre medaglie: oro nei 400 stile libero, argento negli 800 stile libero e bronzo nei 100 dorso.
Nel 2005 vinse 6 ori internazionali, con due record del mondo agli europei in vasca corta a Trieste (800 stile libero, con 8'11"25, e 400 stile libero, con 3'56"79) durante i quali vinse tre gare su tre, oltre a due ai Giochi del Mediterraneo di Almería (50 dorso e 400 stile libero). A luglio si presentò ai mondiali di Montréal e vinse il suo primo oro mondiale, nei 400 stile libero (tempo 4'06"44), contenendo l'attacco della giapponese Ai Shibata e della britannica Caitlin McClatchey.
Il 12 maggio 2006, ai campionati francesi di Tours, conquistò il record mondiale dei 400 stile libero con 4'03"03, cancellando un primato che era detenuto dal 1988 dalla statunitense Janet Evans, migliorandolo anche agli Europei di Budapest con 4'02"13. In quest'occasione portò a casa quattro ori e tre bronzi. Sempre nel 2006, a Helsinki nei campionati europei in vasca corta, batté il record del mondo dei 400 stile libero (3'56"09), precedendo Federica Pellegrini e la britannica Joanne Jackson.
Nel 2007 si fratturò il quarto metatarso del piede sinistro, dopo essere stata buttata in acqua da due compagni di squadra. Ai Campionati mondiali di nuoto 2007 a Melbourne vinse altri due ori mondiali, sui 400 e sui 200 stile libero: in quest'ultima gara registrò anche il record del mondo con 1'55"52, battendo di quasi un secondo quello fatto registrare meno di 24 ore prima in semifinale da Federica Pellegrini. Nei 100 m dorso ottenne l'argento, dietro alla statunitense Natalie Coughlin. Stessa medaglia negli 800sl, dietro l'altra statunitense Kate Ziegler. Bronzo invece con la staffetta 4x200 stile.
A seguito del suo fidanzamento con il nuotatore italiano Luca Marin si trasferì in Italia, dove fu tesserata dalla Lapresse di Torino, in modo da potersi allenare insieme al suo compagno. Oltre al parere contrario del suo allenatore Philippe Lucas, contrario alla loro relazione, vi furono anche polemiche sull'opportunità della scelta, dato che l'italiana Federica Pellegrini era sua diretta rivale in piscina.
Dopo appena tre mesi dal tesseramento con la Lapresse, Laure fu licenziata dal team italiano, tornando ad allenarsi in patria, a causa del cattivo rapporto con il suo nuovo tecnico Paolo Penso, che l'accusava di scarso impegno, poco rispetto e di non impegnarsi per avere un buon rapporto con le compagne di squadra. In seguito al licenziamento si è aperta una polemica riguardante le perdite in termine di sponsor e diritti di immagine della Manaudou, con il padre dell'atleta che accusava il club torinese di aver "abusato della buona fede" della nuotatrice, facendole firmare un contratto per lo sfruttamento dei diritti di immagine e bloccando così, di fatto, i guadagni da parte di altri sponsor dopo il licenziamento.
Ai successivi campionati europei di vasca corta del 2007 la Manaudou ha vinto l'oro nei 100 dorso, nei 400 stile libero e l'argento nei 200, anche se a tenere banco sui media è stato il fatto di essersi presentata insieme a un nuovo compagno, il nuotatore francese Benjamin Stasiulis, dando inizio a una serie di schermaglie con l'ex Luca Marin. Dopo reciproci screzi nei luoghi deputati all'allenamento, l'atleta francese ha presentato ricorso alla federazione per l'irruzione di Marin nella Camera di Chiamata prima di una sua gara. Negli stessi giorni sono state diffuse su internet senza autorizzazione alcune immagini hard della nuotatrice.
Dopo una nuova breve parentesi a Canet-en-Roussillon, allenata dal fratello Nicolas, ha preparato le Olimpiadi di Pechino con un nuovo club, a Mulhouse, lo stesso del fidanzato, ma ai Giochi ha ottenuto solo un ottavo posto nella finale dei 400 s.l. e un settimo nella finale dei 100 dorso. Precedentemente, ai Campionati nazionali di Francia, non aveva brillato nello stile libero, rinunciando a qualificarsi per la gara dei 200 metri a Pechino; nel dorso, invece, aveva ottenuto il nuovo record nazionale, nei 100 metri.
Il 21 gennaio 2009 un comunicato stampa diffuso dal suo avvocato Didier Poulmaire fa sapere che «Laure Manaudou ha deciso di porre fine alla sua stagione sportiva, al fine di concedersi una pausa nella preparazione". Il 18 settembre 2009 Laure Manaudou annuncia il suo addio al nuoto agonistico all'età di 22 anni.
Il 26 giugno 2011, tuttavia, annuncia il suo ritorno al nuoto, in un'intervista al giornale francese Journal du Dimanche in cui la nuotatrice ha anche affermato che il suo obiettivo è qualificarsi per le Olimpiadi di Londra 2012. Tale obiettivo è stato poi raggiunto durante gli assoluti di Francia a Dunkerque, dove ha conquistato il pass nel dorso. L'esperienza all'Olimpiade sarà però negativa dal punto di vista dei risultati.
Conquista poi l'oro nei 50 m dorso e l'argento nei 100 m dorso ai Campionati europei di nuoto in vasca corta di Chartres.
Il 30 gennaio 2013 comunica l'intenzione di ritirarsi definitivamente dalle competizioni agonistiche.

## Palmarès
- Olimpiadi

Atene 2004: oro nei 400m sl, argento negli 800m sl e bronzo nei 100m dorso.
- Mondiali

Montreal 2005: oro nei 400m sl.
Melbourne 2007: oro nei 200m sl e nei 400m sl, argento negli 800m sl e nei 100m dorso e bronzo nella 4x200m sl.
- Europei:

Madrid 2004: oro nei 400m sl, nei 100m dorso e nella 4x100m misti
Budapest 2006: oro nei 400m sl, negli 800m sl, nei 100m dorso e nei 200m misti, bronzo nei 200m sl, nella 4x200m sl e nella 4x100m misti.
Eindhoven 2008: oro nei 200m dorso e nella 4x200m sl e argento nei 100m dorso.
- Europei in vasca corta

Dublino 2003: bronzo nei 100m dorso.
Trieste 2005: oro nei 400m sl, negli 800m sl e nei 100m dorso.
Helsinki 2006: oro nei 400m sl, negli 800m sl e nei 100m dorso.
Debrecen 2007: oro nei 400m sl e nei 100m dorso, argento nei 200m sl e bronzo nella 4x50m misti.
Fiume 2008: bronzo nei 100m dorso.
Chartres 2012: oro nei 50m dorso, argento nei 100m dorso e bronzo nella 4x50m misti.
- Giochi del Mediterraneo

Almería 2005: oro nei 400m sl e nei 50m dorso.
- Europei giovanili

Malta 2001: argento nei 50m dorso e nei 100m dorso.
Linz 2002: oro nei 100m dorso, argento nei 50m dorso e nei 200m misti.

## Riconoscimenti
- LEN Award: 2007
- World Swimmer of the Year: 2007
- European Swimmer of the Year: 2006, 2007